# Parafia Zesłania Ducha Świętego w Boguszowie-Gorcach
Parafia Zesłania Ducha Świętego – parafia rzymskokatolicka należąca do dekanatu Wałbrzych-Południe w diecezji świdnickiej. Położona jest w Boguszowie-Gorcach. Erygowana w XX w. W latach 2009–2013 wykonano generalny remont kościoła parafialnego.

## Proboszczowie po 1945[2]
- 1. ks. Roman Kowalski 1946–1948
- 2. ks. Edmund Jasiak 1948–1950
- 3. ks. Władysław Chmielewski 1950–1950
- 4. ks. Józef Krysowski 1951–1953
- 5. ks. Piotr Lewandowski 1953–1957
- 6. ks. Bronisław Wojtera 1957–1960
- 7. ks. Mieczysław Pękala 1960–1961
- 8. ks. Stanisław Chabin 1961–1966
- 9. ks. Zenon Ochel 1966–1983
- 10. ks. Alojzy Swoboda 1983–2009
- 11. ks. Leszek Sienkiewicz 2009–2019[3][4][5][6]
- 12. ks. Mirosław Rakoczy VI 2019–VIII 2020[7]
- 13. ks. Wojciech Baliński IX 2020 –

## Wikariusze
- Ks. Marian Podolski
- Ks. Paweł Szajner (2001–2005)
- Ks. Piotr Szajner (2005–2008)
- Ks. Radosław Stala (2008–2009)
- Ks. Mateusz Hajder (2009–2014)
- Ks. Karol Janik (2014–2017)
- Ks. Grzegorz Fabiński (2017–2018)
- Ks. Mariusz Pawlak (VII–VIII 2018)
- Ks. Rafał Śliwiński (2018-2022)[8]
- Ks. Daniel Kapłon (2022-2023)[9]
- Ks. Grzegorz Kucharski (od 2023)[10]